# Mein Lied für dich
Mein Lied für dich ist ein Studioalbum der deutsch-griechischen Sängerin Vicky Leandros. Es erschien am 15. Juli 1974 bei Philips.

## Hintergrund
Für das Studioalbum Mein Lied für dich zeichnete Arno Flor als Orchesterleiter der Studioproduktion verantwortlich. Produziert wurde das Album von Leo Leandros, der unter dem Pseudonym Mario Panas auch einige Stücke komponierte, textete und arrangierte. Ebenso interpretiert sie auf dem Album Love Me Tender von Elvis Presley neu.

## Titelliste
| Nr.          | Titel                                                                                                  | Autor(en)                                                         | Produzent(en) | Länge |
| ------------ | --- | ----------------------------------------------------------------- | ------------- | ----- |
| 1.           | Rot ist die Liebe                                                                                      | Klaus Munro, Leo Leandros                                         | Leo Leandros  | 3:25  |
| 2.           | Abschied tut weh                                                                                       | Klaus Munro, Leo Leandros                                         | Leo Leandros  | 3:56  |
| 3.           | Du läßt mir meine Welt                                                                                 | Klaus Munro, Ralf Arnie, Enriquez, Sergio Endrigo                 | Leo Leandros  | 3:19  |
| 4.           | Love Me Tender (Coverversion von Elvis Presley)                                                        | Elvis Presley, Vera Matson                                        | Leo Leandros  | 3:21  |
| 5.           | Kein Traum kann schöner sein                                                                           | Klaus Munro, Ralf Arnie, Leo Leandros                             | Leo Leandros  | 3:10  |
| 6.           | Der Herr Andonis                                                                                       | Klaus Munro, Manos Hadjidakis                                     | Leo Leandros  | 2:56  |
| 7.           | Mein Lied für dich (Coverversion von The Sinfonia Of London Orchestra / Ernest Gold – Theme Of Exodus) | Kurt Hertha, Ernest Gold, Pat Boone                               | Leo Leandros  | 3:32  |
| 8.           | Theo, wir fahr’n nach Lodz                                                                             | Klaus Munro, Leo Leandros, Artur Marcell Werau, Fritz Löhner-Beda | Leo Leandros  | 3:52  |
| 9.           | Das Lied der Sehnsucht                                                                                 | Klaus Munro, Leo Leandros                                         | Leo Leandros  | 3:18  |
| 10.          | Kein Stern strahlt heller als die Liebe                                                                | Ralf Arnie, Leo Leandros                                          | Leo Leandros  | 3:33  |
| 11.          | To fegari inekokkino                                                                                   | Manos Hadjidakis                                                  | Leo Leandros  | 2:36  |
| 12.          | Au revoir und goodbye, Freunde                                                                         | Klaus Munro, Leo Leandros                                         | Leo Leandros  | 3:07  |
| Gesamtlänge: | Gesamtlänge:                                                                                           | Gesamtlänge:                                                      | Gesamtlänge:  | 51:28 |

## Charts und Chartplatzierungen
| ChartsChartplatzierungen | Höchstplatzierung | Monate |
| ------------------------ | ----------------- | ------ |
| Deutschland (GfK)        | 4 (15 Mt.)        | 15     |

| ChartsJahrescharts (1974) | Platzierung |
| ------------------------- | ----------- |
| Deutschland (GfK)         | 37          |

| ChartsJahrescharts (1975) | Platzierung |
| ------------------------- | ----------- |
| Deutschland (GfK)         | 11          |